# Городня (верхний приток Ламы)
Городня́ — река в Волоколамском районе Московской области России, правый приток Ламы.
Длина — 12 км. Берёт начало около посёлка Трёхмарьино, затем протекает в черте города Волоколамска и за его северо-западной окраиной впадает в Ламу недалеко от села Ивановского.

## Данные водного реестра
По данным государственного водного реестра России, относится к Верхневолжскому бассейновому округу. Речной бассейн — (Верхняя) Волга до Куйбышевского водохранилища (без бассейна Оки), речной подбассейн — бассейны притоков (Верхней) Волги до Рыбинского водохранилища, водохозяйственный участок — Волга от города Твери до Иваньковского гидроузла (Иваньковское водохранилище).